# Bathychloeia sibogae
Bathychloeia sibogae är en ringmaskart som beskrevs av Horst 1910. Bathychloeia sibogae ingår i släktet Bathychloeia och familjen Amphinomidae. Inga underarter finns listade i Catalogue of Life.